# William Murray (homme politique ontarien)
Pour les articles homonymes, voir William Murray (homonymie) et Murray.
William Murray (17 juillet 1839-15 juillet 1898) est un homme politique canadien de l'Ontario. Il est député fédéral libéral de la circonscription ontarienne de Renfrew-Nord de 1874 à 1875.

## Biographie
Né à Goulbourn Township (en) dans le Haut-Canada, Murray étudie dans sa ville natale avant d'entrer dans les affaires avec son frère ainé Thomas Murray à Pembroke.
Après avoir été conseiller municipal de Pembroke, il entre en politique fédérale à la faveur d'une élection partielle organisée après réception d'une pétition pour déloger le député Peter White. Il subit le même sort que son prédécesseur en 1876 et White retrouve son siège.
En 1884, William et Thomas enregistre une concession sur un gisement de nickel près de Sudbury et qui deviendra la Murray Mine (en).
Murray meurt à Pembroke à l'âge de 59 ans.